# Plagiomnium medium
Plagiomnium medium là một loài Rêu trong họ Mniaceae. Loài này được (Bruch & Schimp.) T.J. Kop. mô tả khoa học đầu tiên năm 1968.